# Leptogaster levis
Leptogaster levis là một loài ruồi trong họ Asilidae. Leptogaster levis được Wulp miêu tả năm 1872. Loài này phân bố ở miền Ấn Độ - Mã Lai.